# Kappeyniaan
De Kappeynianen was een liberale (sub)club die ontstond in 1879 in de Tweede Kamer der Staten-Generaal, vernoemd naar hun voorman, mr. J. Kappeyne van de Coppello. Hij maakte er zelf overigens geen deel van uit, want hij was sinds 1877 geen Kamerlid meer. De Kappeynianen behoorden niet tot de grotere 'plenaire' liberale kamerclub.
Bij hun clubvorming was de onderlinge vriendschap en band met voorman Kappeyne belangrijker dan politieke opvattingen, al namen zij soms gezamenlijk standpunten in. In maart 1881 bewerkstelligden zij de verkiezing van Mirandolle tot Tweede Kamervoorzitter. In juli 1882 zorgde hun stemgedrag mede voor verwerping van een handelsverdrag met Frankrijk.
Als 'leiders' van de club traden achtereenvolgens Mirandolle en (vanaf februari 1880) Johannes Tak van Poortvliet op. Na de verkiezingsnederlaag van Tak van Poortvliet in 1884 hield de club op te bestaan.
Tot de Kappeynianen behoorden onder meer de oud-minister Van Heeckeren van Kell en Wichers, de Zaanse afgevaardigde De Meijier en de latere minister Van der Kaay.